# System bankowy
System bankowy – całokształt instytucji bankowych oraz normy, które określają ich wzajemne powiązania i stosunki z otoczeniem. W gospodarce rynkowej klasycznym modelem systemu bankowego jest tzw. dwuszczeblowy system bankowy. Składa się on z banku centralnego oraz różnego typu banków funkcjonujących na poszczególnych rynkach finansowych. System bankowy stanowi część systemu finansowego.

## System bankowy w Polsce

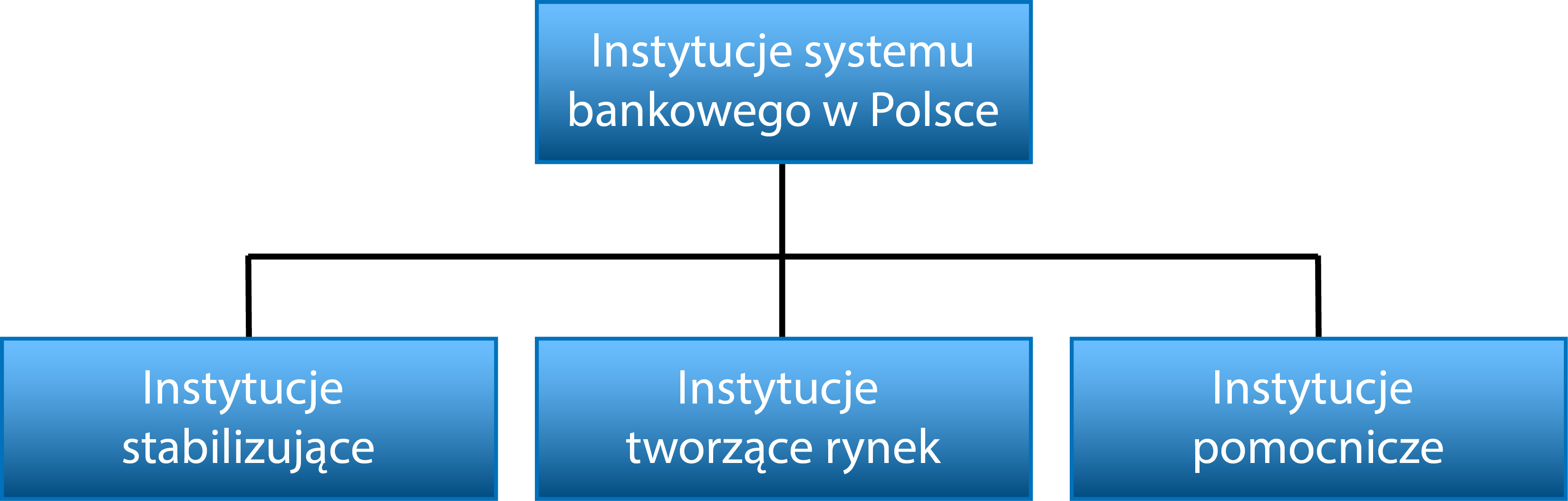
Podział systemu bankowego w Polsce

Odnosząc się do Polski, w literaturze przedmiotu można spotkać z klasyfikacją systemu bankowego składającego się z trzech grup instytucji: stabilizujących, tworzących rynek oraz pomocniczych.
Instytucje stabilizujące – stanowią je instytucje odpowiedzialne za nadzorowanie prawidłowego funkcjonowania całego systemu. Należą do nich:
- bank centralny (Narodowy Bank Polski) – odpowiedzialny za regulowanie płynności banków i wspieranie stabilności finansowej (m.in. sektora bankowego)[5],
- organ nadzorujący (Komisja Nadzoru Finansowego) – zapewniający kontrolę nad prowadzeniem działalności bankowej oraz podejmujący działania służące prawidłowemu funkcjonowaniu rynku finansowego,
- podmiot gwarantujący wypłatę depozytów (Bankowy Fundusz Gwarancyjny)[3].

Instytucje tworzące rynek (inaczej sektor bankowy) – czyli banki, które funkcjonują w ramach danego systemu bankowego (w Polsce są to banki komercyjne, banki spółdzielcze oraz oddziały instytucji kredytowych).
Instytucje pomocnicze – należą do nich instytucje, które nie prowadzą działalności depozytowo-kredytowej: niebankowi emitenci kart płatniczych, instytucje ubezpieczające, Krajowy Depozyt Papierów Wartościowych, KDPW_CCP, Krajowa Izba Rozliczeniowa, Biuro Informacji Kredytowej, system ochrony (System Ochrony Banków Komercyjnych) oraz instytucje zrzeszające banki (np. Związek Banków Polskich).